# 沙連下堡
沙連下堡，是台灣中部自清治時期至日治初期的一個行政區劃，其範圍包括今南投縣的集集鎮西部及及名間鄉東南部。
沙連下堡北邊為南投堡，東邊為集集堡，南邊為沙連堡，西南邊為東螺東堡，西邊為武東堡。

## 管轄街庄
沙連下堡共轄4個庄：
- 今集集鎮境內：隘藔庄
- 今名間鄉境內：湳仔庄、濁水庄、炭藔庄